# Phong trào Phản Cải cách

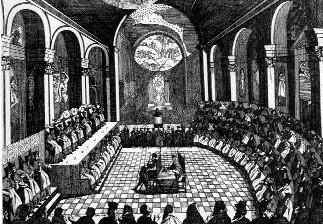
Một phiên họp của Công đồng Trentô, tranh khắc

Cuộc Phản Cải cách (còn gọi là Chấn hưng Công giáo hay Cải cách Công giáo) là thời kỳ chấn hưng Giáo hội Công giáo Rôma bắt đầu từ Công đồng Trentô vào năm 1545 và kết thúc ở thời điểm Hòa ước Westfalen năm 1648, được khởi xướng để phản ứng lại với cuộc Cải cách Tin Lành.
Phong trào Chấn hưng Công giáo là nỗ lực của Giáo hội Công giáo trên bốn bình diện chính là: Cơ cấu Giáo hội, Các dòng tu, Các phong trào tâm linh và Tách biệt chính trị. Phong trào này bao gồm những cải cách hành chính, nghi lễ, và chính trị. Các chủng viện để dạy thầy tu một cách chính xác về cuộc sống tinh thần và truyền thống thần học của Giáo hội. Các dòng tu trở lại gốc tinh thần, và các phong trào tinh thần mới, như là các nhà thần bí Tây Ban Nha và trường phái tinh thần Pháp, được sáng lập để chú trọng cuộc sống ngoan đạo và quan hệ cá nhân với Chúa Kitô. Các dòng Phanxicô Capuchin, Ursula, Theatine, Camêlô nhặt phép, Barnabite, và nhất là dòng Tên được thành lập vào thời kỳ này để làm mạnh các giáo xứ nông thôn và chống lại tham nhũng trong Giáo hội. Tòa Thánh cũng tổ chức Tòa án dị giáo Rôma (không nhầm lẫn với Tòa án dị giáo Tây Ban Nha).